# 理查·博胡斯
理查·博胡斯（匈牙利語：Richárd Bohus，1993年4月9日—）是匈牙利的一位游泳運動員。他參加了2012年奧運會，並在男子100米仰泳的比賽中排名第22位。現在他在亞利桑那大學接受訓練。他也參加了2017年世界游泳錦標賽。